# 13654 Masuda
13654 Masuda este un asteroid din centura principală de asteroizi.

## Descriere
13654 Masuda este un asteroid din centura principală de asteroizi. A fost descoperit pe 9 februarie 1997 la Chichibu de Naoto Satō. Asteroidul prezintă o orbită caracterizată de o semiaxă mare de 2,24 ua, o excentricitate de 0,01 și o înclinație de 4,4° în raport cu ecliptica.